# Філадельфія Севенті Сіксерс
«Філаде́льфія Севе́нті Сіксе́рс» (англ. Philadelphia 76ers) — професійна баскетбольна команда, заснована у 1939, розташована в місті Філадельфія в штаті Пенсільванія. Команда є членом Атлантичного дивізіону Східної конференції Національної баскетбольної асоціації.
Домашнім полем для «Севенті Сіксерс» є Веллс Фарго-центр.

## Статистика
В = Виграші, П = Програші, П% = Процент виграних матчів
| Сезон                                  | В    | П    | П%   | Плейоф                                                                                                  | Результати                                                                                                |
| -------------------------------------- | ---- | ---- | ---- | --- | --- |
| Сірак'юс Нашіоналс (незалежна команда) |      |      |      | | |
| 1939-40                                |      |      |      | | |
| 1940-41                                |      |      |      | | |
| 1941-42                                |      |      |      | | |
| 1942-43                                |      |      |      | | |
| 1943-44                                |      |      |      | | |
| 1944-45                                |      |      |      | | |
| 1945-46                                |      |      |      | | |
| Сірак'юс Нашіоналс (НБЛ)               |      |      |      | | |
| 1946-47                                | 21   | 23   | .477 | | |
| 1947-48                                | 24   | 36   | .400 | | |
| 1948-49                                | 40   | 23   | .656 | Виграли в першому раунді Програли в півфіналі                                                           | Сірак'юс над Гаммондом 2-0 Андерсон над Сірак'юсом 3-1                                                    |
| Сірак'юс Нашіоналс                     |      |      |      | | |
| 1949-50                                | 51   | 13   | .797 | Виграли в півфіналі дивізіону Виграли в фіналі дивізіону Програли в фіналі                              | Сірак'юс 2, Філадельфія 0 Сірак'юс 2, Нью-Йорк 1 Міннеаполіс 4, Сірак'юс 2                                |
| 1950-51                                | 32   | 34   | .485 | Виграли в півфіналі дивізіону Програли в фіналі дивізіону                                               | Сірак'юс 2, Філадельфія 0 Нью-Йорк 3, Сірак'юс 2                                                          |
| 1951-52                                | 40   | 26   | .606 | Виграли в півфіналі дивізіону Програли в фіналі дивізіону                                               | Сірак'юс 2, Філадельфія 1 Нью-Йорк 3, Сірак'юс 1                                                          |
| 1952-53                                | 47   | 24   | .648 | Програли в півфіналі дивізіону                                                                          | Бостон 2, Сірак'юс 0                                                                                      |
| 1953-54                                | 42   | 30   | .583 | Раунд-робин Раунд-Робін Виграли в фіналі дивізіону Програли в фіналі                                    | Сірак'юс 2, Бостон 0 Сірак'юс 2, Нью-Йорк 0 Сірак'юс 2, Бостон 0 Міннеаполіс 4, Сірак'юс 3                |
| 1954-55                                | 43   | 29   | .597 | Виграли в півфіналі дивізіону Виграли в фіналі                                                          | Сірак'юс 3, Бостон 1 Сірак'юс 4, Форт Вайн 3                                                              |
| 1955-56                                | 35   | 37   | .486 | Виграли в Дивізіон Тайбрайкер Виграли в півфіналі дивізіону Програли в фіналі дивізіону                 | Сірак'юс 1, Нью-Йорк 0 Сірак'юс 2, Бостон 1 Філадельфія 3, Сірак'юс 2                                     |
| 1956-57                                | 38   | 34   | .528 | Виграли в півфіналі дивізіону Програли в фіналі дивізіону                                               | Сірак'юс 2, Філадельфія 0 Бостон 3, Сірак'юс 0                                                            |
| 1957-58                                | 41   | 31   | .569 | Програли в півфіналі дивізіону                                                                          | Філадельфія 2, Сірак'юс 1                                                                                 |
| 1958-59                                | 35   | 37   | .486 | Виграли в півфіналі дивізіону Програли в фіналі дивізіону                                               | Сірак'юс 2, Нью-Йорк 0 Бостон 4, Сірак'юс 3                                                               |
| 1959-60                                | 45   | 30   | .600 | Програли в півфіналі дивізіону                                                                          | Філадельфія 2, Сірак'юс 1                                                                                 |
| 1960-61                                | 38   | 41   | .481 | Виграли в півфіналі дивізіону Програли в фіналі дивізіону                                               | Сірак'юс 3, Філадельфія 0 Бостон 4, Сірак'юс 1                                                            |
| 1961-62                                | 41   | 39   | .513 | Програли в півфіналі дивізіону                                                                          | Філадельфія 3, Сірак'юс 2                                                                                 |
| 1962-63                                | 48   | 32   | .600 | Програли в півфіналі дивізіону                                                                          | Цинциннаті 3, Сірак'юс 2                                                                                  |
| Філадельфія Севенті-Сіксерс            |      |      |      | | |
| 1963-64                                | 34   | 46   | .425 | Програли в півфіналі дивізіону                                                                          | Цинциннаті 3, Філадельфія 2                                                                               |
| 1964-65                                | 40   | 40   | .500 | Виграли в півфіналі дивізіону Програли в фіналі дивізіону                                               | Філадельфія 3, Цинциннаті 1                                                                               |
| 1965-66                                | 55   | 25   | .688 | Програли в півфіналі дивізіону                                                                          | Бостон 4, Філадельфія 1                                                                                   |
| 1966-67                                | 68   | 13   | .671 | Виграли в півфіналі дивізіону Виграли в фіналі дивізіону Виграли в фіналі                               | Філадельфія 3, Цинциннаті 1 Філадельфія 4, Бостон 1 Філадельфія 4, Сан-Франциско 2                        |
| 1967-68                                | 62   | 20   | .756 | Виграли в півфіналі дивізіону Програли в фіналі дивізіону                                               | Філадельфія 4, Нью-Йорк 2 Бостон 4, Філадельфія 3                                                         |
| 1968-69                                | 55   | 27   | .671 | Програли в півфіналі дивізіону                                                                          | Бостон 4, Філадельфія 1                                                                                   |
| 1969-70                                | 42   | 40   | .512 | Програли в півфіналі дивізіону                                                                          | Мілвокі 4, Філадельфія 1                                                                                  |
| 1970-71                                | 47   | 35   | .573 | Програли в півфіналі дивізіону                                                                          | Балтимор 4, Філадельфія 2                                                                                 |
| 1971-72                                | 30   | 52   | .366 | | |
| 1972-73                                | 9    | 73   | .110 | | |
| 1973-74                                | 25   | 57   | .305 | | |
| 1974-75                                | 34   | 48   | .415 | | |
| 1975-76                                | 46   | 36   | .561 | Програли в першому раунді                                                                               | Баффало 2, Філадельфія 1                                                                                  |
| 1976-77                                | 50   | 32   | .610 | Виграли в півфіналі конференції Виграли в фіналі конференції Програли в фіналі                          | Філадельфія 4, Бостон 3 Філадельфія 4, Х'юстон 2 Портленд 4, Філадельфія 2                                |
| 1977-78                                | 55   | 27   | .671 | Виграли в півфіналі конференції Програли в фіналі конференції                                           | Нью-Йорк 4, Філадельфія 0 Вашингтон 4, Філадельфія 2                                                      |
| 1978-79                                | 47   | 35   | .573 | Виграли в першому раунді Програли в півфіналі конференції                                               | Філадельфія 2, Нью-Джерсі 0 Сан-Антоніо 4, Філадельфія 3                                                  |
| 1979-80                                | 59   | 23   | .720 | Виграли в першому раунді Виграли в півфіналі конференції Виграли в фіналі конференції Програли в фіналі | Філадельфія 2, Вашингтон 0 Філадельфія 4, Атланта 1 Филадельфия 4, Бостон 1 Лос-Анджелес 4, Філадельфія 2 |
| 1980-81                                | 62   | 20   | .756 | Виграли в першому раунді Виграли в півфіналі конференції Програли в фіналі конференції                  | Філадельфія 2, Індіана 0 Філадельфія 4, Мілвокі 3 Бостон 4, Філадельфія 3                                 |
| 1981-82                                | 58   | 24   | .707 | Виграли в першому раунді Виграли в півфіналі конференції Виграли в фіналі конференції Програли в фіналі | Філадельфія 2, Атланта 0 Філадельфія 4, Мілвокі 2 Філадельфія 4, Бостон 3 Лос-Анджелес 4, Філадельфія 2   |
| 1982-83                                | 65   | 17   | .793 | Виграли в півфіналі конференції Виграли в фіналі конференції Виграли в фіналі                           | Філадельфія 4, Нью-Йорк 0 Філадельфія 4, Мілвокі 1 Філадельфія 4, Лос-Анджелес 0                          |
| 1983-84                                | 52   | 30   | .634 | Програли в першому раунді                                                                               | Нью-Джерсі 3, Філадельфія 2                                                                               |
| 1984-85                                | 58   | 24   | .707 | Виграли в першому раунді Виграли в півфіналі конференції Програли в фіналі конференції                  | Філадельфія 3, Вашингтон 1 Філадельфія 4, Мілвокі 0 Бостон 4, Філадельфія 1                               |
| 1985-86                                | 54   | 28   | .659 | Виграли в першому раунді Програли в півфіналі конференції                                               | Філадельфія 3, Вашингтон 2 Мілвокі 4, Філадельфія 3                                                       |
| 1986-87                                | 45   | 37   | .549 | Програли в першому раунді                                                                               | Мілвокі 3, Філадельфія 2                                                                                  |
| 1987-88                                | 36   | 46   | .439 | | |
| 1988-89                                | 46   | 36   | .561 | Програли в першому раунді                                                                               | Нью-Йорк 3, Філадельфія 0                                                                                 |
| 1989-90                                | 53   | 29   | .646 | Виграли в першому раунді Програли в півфіналі конференції                                               | Філадельфія 3, Клівленд 2 Чикаго 4, Філадельфія 1                                                         |
| 1990-91                                | 44   | 38   | .537 | Виграли в першому раунді Програли в півфіналі конференції                                               | Філадельфія 3, Мілвокі 0 Чикаго 4, Філадельфія 1                                                          |
| 1991-92                                | 35   | 47   | .427 | | |
| 1992-93                                | 26   | 56   | .317 | | |
| 1993-94                                | 25   | 57   | .305 | | |
| 1994-95                                | 24   | 58   | .293 | | |
| 1995-96                                | 18   | 64   | .220 | | |
| 1996-97                                | 22   | 60   | .268 | | |
| 1997-98                                | 31   | 51   | .378 | | |
| 1998-99                                | 28   | 22   | .560 | Виграли в першому раунді Програли в півфіналі конференції                                               | Філадельфія 3, Орландо 1 Індіана 4, Філадельфія 0                                                         |
| 1999-00                                | 49   | 30   | .598 | Виграли в першому раунді Програли в півфіналі конференції                                               | Філадельфія 3, Шарлот 1 Індіана 4, Філадельфія 2                                                          |
| 2000-01                                | 56   | 26   | .683 | Виграли в першому раунді Виграли в півфіналі конференції Виграли в фіналі конференції Програли в фіналі | Філадельфія 3, Індіана 1 Філадельфія 4, Торонто 3 Філадельфія 4, Мілвокі 3 Лос-Анджелес 4, Філадельфія 1  |
| 2001-02                                | 43   | 39   | .524 | Програли в першому раунді                                                                               | Бостон 3, Філадельфія 2                                                                                   |
| 2002-03                                | 48   | 34   | .585 | Виграли в першому раунді Програли в півфіналі конференції                                               | Філадельфія 4, Нью-Орлеан 2 Детройт 4, Філадельфія 2                                                      |
| 2003-04                                | 33   | 49   | .402 | | |
| 2004-05                                | 43   | 39   | .524 | Програли в першому раунді                                                                               | Детройт 4, Філадельфія 1                                                                                  |
| 2005-06                                | 38   | 44   | .463 | | |
| 2006-07                                | 35   | 47   | .427 | | |
| 2007-08                                | 40   | 42   | .488 | Програли в першому раунді                                                                               | Детройт 4, Філадельфія 2                                                                                  |
| 2008-09                                | 41   | 41   | .500 | Програли в першому раунді                                                                               | Орландо 4, Філадельфія 1                                                                                  |
| 2009-10                                | 27   | 55   | .329 | | |
| 2010-11                                | 41   | 41   | .500 | Програли в першому раунді                                                                               | Маямі 4, Філадельфія 1                                                                                    |
| 2011-12                                | 35   | 31   | .530 | Виграли в першому раунді Програли в півфіналі конференції                                               | Філадельфія 4, Чикаго 2 Бостон 4, Філадельфія 3                                                           |
| Сума                                   | 2645 | 2331 | .532 | | |
| Плейоф                                 | 217  | 205  | .514 | 3 чемпіонати                                                                                            | |